# Gagrella pahangia
Gagrella pahangia is een hooiwagen uit de familie Sclerosomatidae.